# FIUK, Odense
FIUK, Odense er en dansk fodboldklub beliggende i Vollsmose, Odense.
Deres største resultat var da klubben nåede runde 2 i Sydbank Pokalen 2021-22, men blev slået ud af AaB.
I sommeren 2021 rykkede klubben op i den fynske Serie 1.

## Fodnoter
1. ↑  https://www.facebook.com/FYNSINTERNATIONALEUNGDOMSKLUB/photos/a.762925591107944/983205719079929/ FIUK møder superligahold og skriver historie.